# Роллан, Пьер (генерал)
Пьер Роллан (фр. Pierre Rolland; 1772—1848) — французский военный деятель, бригадный генерал (1813 год), барон (1810 год), участник революционных и наполеоновских войн.

## Биография
Родился в семье магистрата Пьера Роллана (фр. Pierre François Barthélémy Rolland; 1747—1801) и его супруги Марии де Вальмаль (фр. Marie Suzanne de Vallemalle; 1752—1794).
Начал военную службу 10 января 1791 года, записавшись добровольцем в батальон егерей департамента Од. 7 сентября 1793 года был переведён в роту гидов Армии Восточных Пиренеев. 15 сентября 1794 года получил звание младшего лейтенанта и был назначен помощником полковника штаба Десроша. 28 сентября 1794 года он стал временным капитаном 1-го полицейского легиона, сохранив свои обязанности заместителя. 18 октября 1795 года легион был распущен, и Роллан оставался без работы до 8 января 1799 года.
21 февраля 1799 года был назначен помощником полковника Лакруа в штабе Неаполитанской армии. 7 марта 1799 года был отправлен на дорогу в Салерно с 50 пехотинцами и 30 кавалеристами из 25-го полка конных егерей, чтобы отыскать калабрийский корпус. Он встретил врага у Ночеры, численностью в 2000 человек, и, несмотря на несоразмерность своих сил, атаковал голову колонны повстанцев и, получив на следующий день подкрепление в 300 человек и два орудия, снова предпринял атаку, вошёл в Ночеру и восстановил порядок. В мае 1800 года переведён в Резервную армию Бонапарта, а с 5 июля 1800 года – в составе Итальянской армии. 11 июля временно зачислен в 14-й кавалерийский полк. 5 октября включён в штаб Гризонской армии.
17 апреля 1801 года назначен временным командиром эскадрона в 14-м кавалерийском полку. 20 ноября 1801 года утверждён в звании и переведён в 19-й кавалерийский полк, 21 января 1803 года – в 11-й полк, 26 февраля 1803 года – в 12-й.
15 декабря 1803 года был произведён в майоры, и стал заместителем командира 2-го кирасирского полка. С 1804 по 1808 годы служил в депо полка в Кане.
16 декабря 1807 года в Меце женился на Антуанетте д’Ольберг Пен-Виллер (фр. Antoinette Caroline Clémentine d'Olleberg Pain-Villers; 1787—1872), дочери торговца из Бордо. В браке родилась одна дочь.
15 января 1808 года его отправили в Испанию командовать временным полком кирасир, однако уже 18 июня вернулся в Кан. 31 марта 1809 года получил звание второго полковника, и принял со 2-м кирасирским участие в Австрийской кампании 1809 года. 23 апреля был ранен пулей в правую руку при Регенсбурге, затем отличился при Ваграме. 15 августа 1809 года получил от Рима ренту в размере 4000 франков.
1 апреля 1810 года возглавил 3-й временный кирасирский полк в Армии Каталонии. Отозван во Францию, и с 18 марта 1811 года служил под началом Лагранжа во 2-й мобильной колонне по поиску дезертиров в 9-м и 10-м военных округах.
7 сентября 1811 года был произведён в полковники, и возглавил 2-й кирасирский полк. Принимал участие в Русской кампании 1812 года, отличился при Бородино. В ходе Саксонской кампании 1813 года покрыл себя славой в сражении при Дрездене 26 и 27 августа, где прорвал русское каре и взял 2000 пленных. 16 октября во время атаки при Вахау его левая нога была оторвана пушечным ядром. 28 ноября 1813 года был произведён в бригадные генералы.
Реставрация Бурбонов застала Роллана в Париже, где он проходил курс лечения. 28 мая 1814 года он получил командование ветвью инвалидов Авиньона. Оставался на своём посту и в течение «Ста дней», а 9 декабря 1815 года он был заменён и оставлен без служебного назначения. 26 января 1816 года отправлен в отставку.
Он сидел в большом совете директоров Дома инвалидов с 1830 по 1832 год. Умер 27 декабря 1848 года в Париже и был похоронен на кладбище Пер-Лашез.

## Воинские звания
- Солдат (10 января 1791 года);
- Младший лейтенант (15 сентября 1794 года);
- Капитан (28 сентября 1794 года);
- Командир эскадрона (17 апреля 1801 года, утверждён 20 ноября 1801 года);
- Майор (15 декабря 1803 года);
- Второй полковник (31 марта 1809 года).
- Полковник (7 сентября 1811 года);
- Бригадный генерал (28 ноября 1813 года).

## Титулы
- Шевалье Роллан и Империи (фр. chevalier Rolland et de l'Empire; патент подтверждён 28 января 1809 года);
- Барон Роллан и Империи (фр. baron Rolland et de l'Empire; декрет от 15 августа 1809 года, патент подтверждён 23 июля 1810 года в Париже)[2][3].

## Награды
Легионер ордена Почётного легиона (25 марта 1804 года)
 Офицер ордена Почётного легиона (11 октября 1812 года)
 Коммандан ордена Почётного легиона (5 сентября 1813 года)
 Кавалер военного ордена Святого Людовика (28 сентября 1814 года)